# برايان إيتون
برايان إيتون (بالإنجليزية: Brian Eaton)‏ هو طيار بطل أسترالي، ولد في 15 ديسمبر 1916 في لاونسستون في أستراليا، وتوفي في 17 أكتوبر 1992 في كانبرا في أستراليا.